# Денис Маєр-Михальський
Денис Маєр-Михальський (* 1891 — 19??) — український буковинський громадський і політичний діяч, адвокат і журналіст, дипломат.

## Життєпис
Член Української Національної Партії.
У червні 1919 р. — завідувач пресового бюро Надзвичайної дипломатичної місії України в Румунії, яку очолював професор Костянтин Мацієвич.
У 1932—1933 роках — Посол до румунського парламенту в Бухаресті.
У міжвоєнний період в Румунії провадив спільно з колегами (Кость Мацієвич, Ілько Гаврилюк, Дмитро Геродот, Гнат Порохівський, Василь Трепке) Шевченківські дні для українських інтернованих вояків.